# Bytí a čas
Bytí a čas (německy Sein und Zeit) je nejznámější dílo německého filosofa Martina Heideggera a jedno z nejvýznamnějších filosofických děl 20. století. Kniha hluboce ovlivnila nejen fenomenologii, ale velkou část současné západní filosofie vůbec. Poprvé vyšla roku 1927 s věnováním Heideggerovu učiteli Edmundu Husserlovi, od té doby v mnoha dalších vydáních a překladech, český původně samizdatový překlad vyšel poprvé roku 1996.

## Vznik a téma
Kniha, kterou autor připravoval mnoho let, vznikla nakonec pod časovým tlakem, když se Heidegger ucházel o profesuru ve Freiburgu, a je jen polovinou původního záměru. V prvním vydání měla ještě podtitul „První díl“, od něhož Heidegger později upustil. Jakkoli je Bytí a čas mnohonásobně zakotveno v evropské filosofické tradici, je to velkorysý a originální pokus o nové založení filosofie, kterým se autor chtěl vyhnout mnoha omylům a slepým uličkám předchozího myšlení. Patří mezi ně zejména:
- Proti zásadnímu rozštěpení člověka na tělo a duši, zejména v Descartově podání dvou substancí, klade Heidegger jednotící pojem pobytu (Dasein) či existence.
- Proti snaze vidět a popsat člověka především zvenčí jako „vyskytující se“ jsoucno, čili v zásadě „věc“, Heidegger (ve stopách Kantových a Husserlových) zdůrazňuje vlastní zkušenost člověka.
- Proti tendencím oddělovat člověka od „světa“ Heidegger zdůrazňuje, že člověk vždy už je ve vztahu ke světu, který je zároveň jeho světem a jemuž díky řeči může také rozumět.
- Proti představě člověka jako především poznávající a myslící bytosti Heidegger zdůrazňuje, že člověk jako konečná tělesná bytost se musí starat o svoji existenci, musí se rozhodovat a jednat.
- Lidská existence (pobyt) je stále v nebezpečí, že pro samé obstarávání životních nezbytností začne sebe samu vnímat jako věc, propadne tlakům okolí a vzdá se odhodlané autentičnosti, která je její pravou možností.
- Život a existence není předmět, který by se jen „odehrával v čase“ jako v nějaké vnější nádržce, nýbrž je to dění a jeho „látkou“ je tedy čas.
- „Být“ neznamená jen vyskytovat se v přítomnosti, nýbrž zahrnuje to, co bylo, jest a bude. Člověk je nejen jiný než kámen, ale především jest jinak právě proto, že světu i sobě nějak rozumí.
- Časovost člověka znamená na jedné straně jeho smrtelnost či konečnost, na druhé straně zakládá i jeho dějinnost.

Heidegger sám sice zdůrazňoval – vedle „zapomenutosti bytí“ – především „konec metafysiky“, tento nárok se však mezitím stal do té míry obecnou módou, že téměř ztratil smysl.

## Hodnocení a vliv

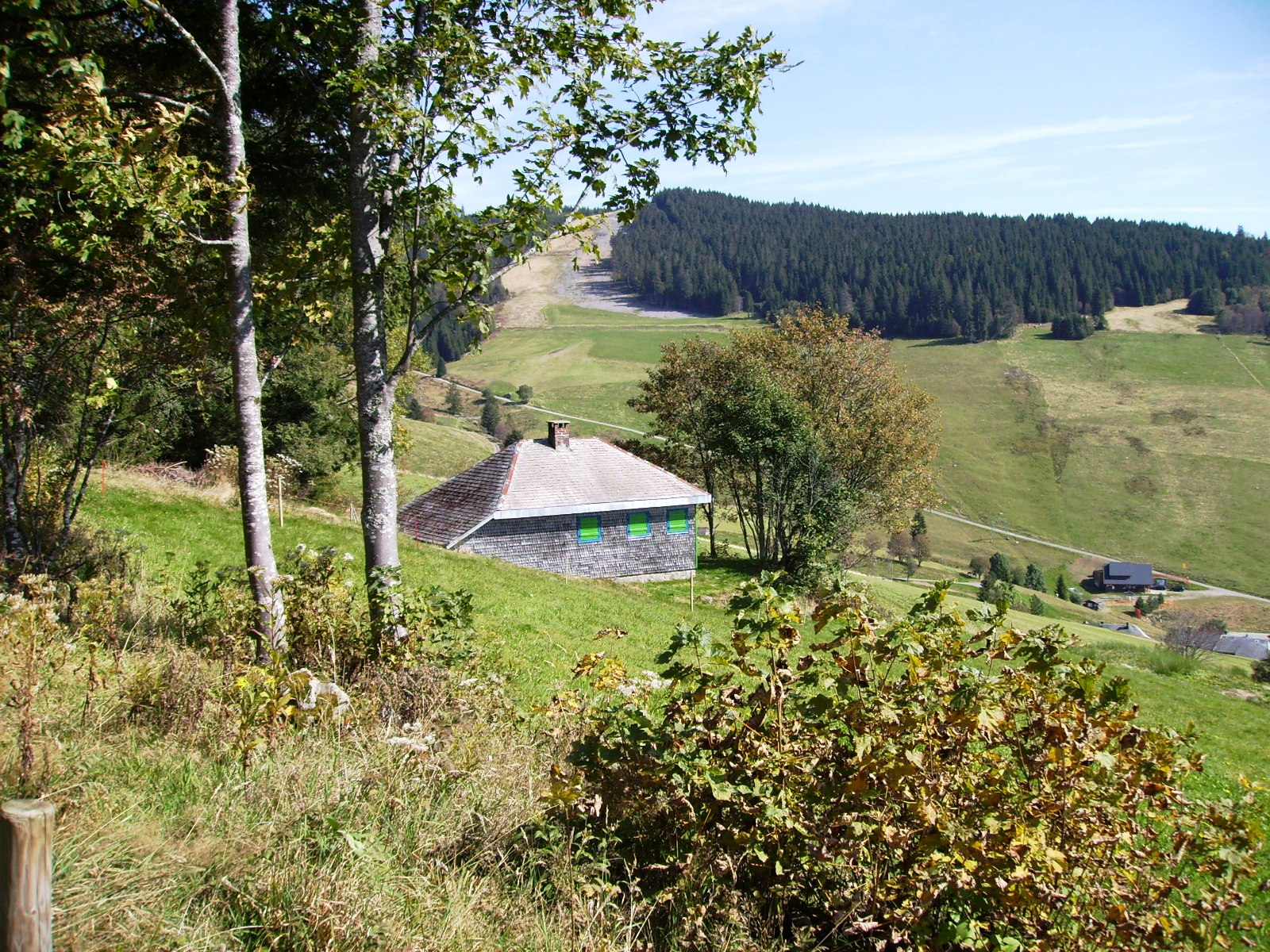
Heideggerova chata v Todtnaubergu, kde napsal Bytí a čas

Bytí a čas se výslovně vyrovnává zejména s Aristotelem, s Descartem a s Kantem, výslovně polemizuje s Diltheyem a celou filosofickou antropologií, na něž ale fakticky v mnohém také navazuje.
Knihou Bytí a čas vrcholí rané období Heideggerova díla. Je to kniha neobyčejně hutná, obtížná a také obsažná, plná jak originálních postřehů, tak také překvapivě přesných formulací, ale i často svévolných novotvarů. Pokud do ní čtenář pronikne, nemůže se úplně ubránit jejímu vlivu. Právě nad četbou Bytí a času vznikla Heideggerovská filosofie jako určitá škola myšlení, ale také velmi specifické řeči.
Bytí a čas ovlivnilo zejména tyto filosofy a teology:
- Hannah Arendtová,
- Rudolf Bultmann,
- Jacques Derrida,
- Eugen Fink,
- Hans-Georg Gadamer,
- Hans Jonas,
- Emmanuel Lévinas,
- Herbert Marcuse,
- Maurice Merleau-Ponty,
- Jan Patočka,
- Karl Rahner,
- Jean-Paul Sartre,
- Leo Strauss a řadu dalších.

Na Bytí a čas navázala také řada psychologů, zejména Ludwig Binswanger, Medard Boss a Jacques Lacan, francouzský strukturalismus, hermeneutika a dekonstrukce.
| „ | Pobyt je jsoucno, jemuž v jeho bytí o toto bytí samo jde. | “ |